# Reginald Hill
Reginald Hill (Hartlepool, 3 aprile 1936 – Cumbria, 12 gennaio 2012) è stato uno scrittore britannico di libri gialli.

## Biografia
Ha pubblicato anche sotto gli pseudonimi Dick Morland, Patrick Ruell e Charles Underhill. Gran parte dei romanzi usciti col suo vero nome è dedicata al ciclo del soprintendente della polizia dello Yorkshire Andy Dalziel e del sergente Peter Pascoe, e che ha ispirato anche una popolare serie televisiva britannica. Nel 1993 Hill ha inoltre creato il personaggio di Joe Sixsmith, un tornitore di origine caraibica che, dopo aver perso il lavoro, intraprende un'improbabile carriera di investigatore privato nella piccola città di Luton.
I romanzi con Dalziel e Pascoe rientrano a grandi linee nel filone del giallo classico, anche se caratterizzati da una tenace volontà di sperimentazione: in particolare quelli degli ultimi anni, improntati a una scrittura virtuosistica e piena di giochi di parole, che sembra voler sfidare ogni possibilità di traduzione. Nei suoi molti romanzi senza personaggi fissi, invece, Hill sceglie quasi sempre forme più vicine al thriller e allo spionaggio (The Woodcutter, invece, è una storia di vendetta ispirata a Il Conte di Montecristo).
Per lungo tempo assistente universitario di lingua e letteratura inglese, nel 1980 Hill decide di dimettersi per dedicarsi a tempo pieno alla scrittura.

## Premi Letterari
- Nel 1990 riceve il Gold Dagger Award per il romanzo Bones and Silence[3].
- Nel 1995 riceve il Cartier Diamond Dagger Award alla carriera[4].[1][5]
- Nel 1998 finalista al Silver Dagger Award per il romanzo On Beulah Height[6].
- Nel 1999 riceve il Premio Barry per il miglior romanzo con On Beulah Height[7].
- Nel 2001 riceve il Premio Macavity per il romanzo A Candle for Christmas[1][8].
- Nel 2011 riceve il Premio Barry per il miglior romanzo poliziesco britannico per il romanzo The Woodcutter[7]

## Opere

### Serie di Andy Dalziel e Peter Pascoe
- 1970, A Clubbable Woman
- 1973, An Advancement of Learning
- 1973, Passione dominante (Ruling Passion), Bagno a Ripoli, Passigli, 2005.
- 1975, An April Shroud
- 1978, A Pinch of Snuff
- 1980, A Killing Kindness
- 1983, Deadheads
- 1984, Exit Lines
- 1987, Child's Play
- 1988, Verità sepolte (Under World), Il Giallo Mondadori n.2644, ottobre 1999; I Classici del Giallo Mondadori n.1483, agosto 2024.
- 1990, Troppi suicidi (Bones and Silence), finalista Edgar Award 1991, stampato nel 1994 nella collana Il Giallo Mondadori n.2387, 1994; Ossa e silenzio, Bagno a Ripoli, Passigli, 2007.
- 1992, Recalled to Life
- 1994, I due ritratti (Pictures of Perfection), Il Giallo Mondadori n.2439, ottobre 1995; I Classici del Giallo Mondadori n.1471, agosto 2023
- 1994, Asking for the Moon
- 1996, The Wood Beyond
- 1998, La collina di Beulah (On Beulah Height), Bagno a Ripoli, Passigli, 2002.
- 1999, Arms and the Women
- 2000, Dialogues of the Dead
- 2003, Death's Jest-Book
- 2004, Good Morning Midnight
- 2007, The Death of Dalziel
- 2008, A Cure for All Diseases
- 2009, Midnight Fugue

### Serie Joe Sixsmith
- 1993, Blood Sympathy
- 1995, Born Guilty
- 1997, Killing the Lawyers
- 1999, Singing the Sadness
- 2008, The Roar of the Butterflies

### Altri romanzi
- 1971, Fell of Dark
- 1972, A Fairly Dangerous Thing
- 1972, Red Christmas
- 1974, A Very Good Hater
- 1976, Another Death in Venice
- 1980, The Spy's Wife
- 1982, Una loggia per il principe (Who Guards a Prince?), Segretissimo n.962, Mondadori.
- 1983, Di Giuda in figlio (Traitor's Blood), Segretissimo n.1006, Mondadori.
- 1985, No Man's Land (1985)
- 1987, The Collaborators
- 1992, Brother's Keeper
- 2005, The Stranger House
- 2010, The Woodcutter

### Scritti con lo pseudonimo Patrick Ruell
- 1971, The Castle of Demon
- 1974, Death Takes the Low Road
- 1975, Urn Burial
- 1986, The Long Kill
- 1987, Death of a Dormouse
- 1989, Dream of Darkness
- 1993, The Only Game

### Scritti con lo pseudonimo Dick Morland
- 1973, Heart Clock
- 1974, Albion! Albion!

### Scritti con lo pseudonimo Charles Underhill
- 1978, Captain Fantom
- 1978, The Forging of Fantom